# 東京ポートシティ竹芝
東京ポートシティ竹芝（とうきょうポートシティたけしば、TOKYO PORTCITY TAKESHIBA）は、東京都港区海岸一丁目にある複合施設。2020年9月14日に開業した超高層ビル（東京ポートシティ竹芝オフィスタワー）および同年開業した住宅施設（東京ポートシティ竹芝レジデンスタワー）で構成される。
事業主体は東急不動産グループの株式会社アルベログランデ。オフィスタワーにはソフトバンクグループおよびその子会社のソフトバンクが本社を置く。

## 概要
1923年（大正12年）に発生した関東大震災によって陸上の交通網が壊滅すると、大規模な港を持たない東京は救援活動が捗らず苦労した。この事態を受け、本格的な港湾の整備が求められるようになり、1925年（大正14年）の日の出埠頭を皮切りに、芝浦埠頭、竹芝埠頭が順次完成し、1941年（昭和16年）5月20日、東京港は開港した。
竹芝埠頭は完成以来、伊豆諸島などへの定期船の基地として利用され、周辺の都有地にはバブル期に前後して、都の関連団体である竹芝地域開発（2007年東京テレポートセンターに吸収合併）によって、ビルやホテルが建てられ、1995年（平成7年）にはゆりかもめ竹芝駅も開業した。しかし、浜松町エリアとのつながりを遮る首都高速道路や、更新時期を迎えた都有施設の集積がまちの魅力を低減させていた。
このため、都は国家戦略特別区域計画の特定事業における整備方針に基づき、都有地を70年間定期借地して民間活力を導入し、地域全体を再生しようという、「都市再生ステップアップ・プロジェクト（竹芝地区）」事業プロポーザルを行い、2013年（平成25年）に東急不動産・鹿島コンソーシアムが事業予定者に選定され、プロジェクトが推進されることになった。
2020年（令和2年）竣工した施設は、旧東京都公文書館・東京都計量検定所・東京都立産業貿易センター浜松町館の跡地に建設された、地下2階地上40階建てのオフィスタワーと、地上18階建てのレジデンスタワーからなり、浜松町駅から首都高速をまたいで、竹芝駅、竹芝埠頭に至るまでの全長500mにおよぶ歩行者デッキ（ポートデッキ）も同時に整備された。
東京都港区が良好な景観の形成に関して功績のあった民間の施設や活動を表彰する制度において「令和４年度 景観街づくり賞」を受賞。

## 施設

### オフィスタワー
浜松町側に位置するオフィスタワーは、東急不動産とソフトバンクが人工知能（AI）やIoTを活用してビル内外の人流データや環境データを収集・解析し、快適な環境整備と効率的なビル管理に役立てるスマートビルとなっている。
1階にイベントホールの「ポートホール」、1階～3階に飲食店を中心とする21店舗で構成の「竹芝グルメリウム」、2階～5階に「東京都立産業貿易センター浜松町館」、8階に多目的スタジオの「ポートスタジオ」および東急不動産が展開する会員制シェアオフィス「ビジネスエアポート竹芝」並びに「一般社団法人CiP協議会」が置かれる。6階にオフィスロビーを配し、9階～39階をオフィスとしソフトバンクグループ、ソフトバンク、WeWorkJapanが入居する。
主な入居企業
- ソフトバンクグループ株式会社
- ソフトバンク株式会社
- 株式会社リブセンス
- 株式会社アイプラス[19]
- イースト・インベストメント・キャピタル株式会社[20]
- WEBディレクションジャパン株式会社[21]
- 一般社団法人CiP協議会

外装
低層部には「竹芝新八景」のテーマのもと、生物多様性保全に関する様々な取り組みが八層の「ステップテラス」で展開され、緑豊かなにぎわいの立体広場が創出されている。高層部ファサードは海に対して大きく開き、旧芝離宮恩賜庭園、浜離宮恩賜庭園に対しては周辺と調和する横基調の端正なプロポーションとし、全体をPC板による門型フレームでデザインすることで、ボリューム感の軽減とシンボルタワーの象徴性を両立している。
防災
津波避難ビルでもあるタワーは、東京湾内湾に津波警報が発令された際、2～3階のステップテラスが緊急避難場所として開放され、最大1170人までの避難者を収容する。
オフィスタワー施設紹介

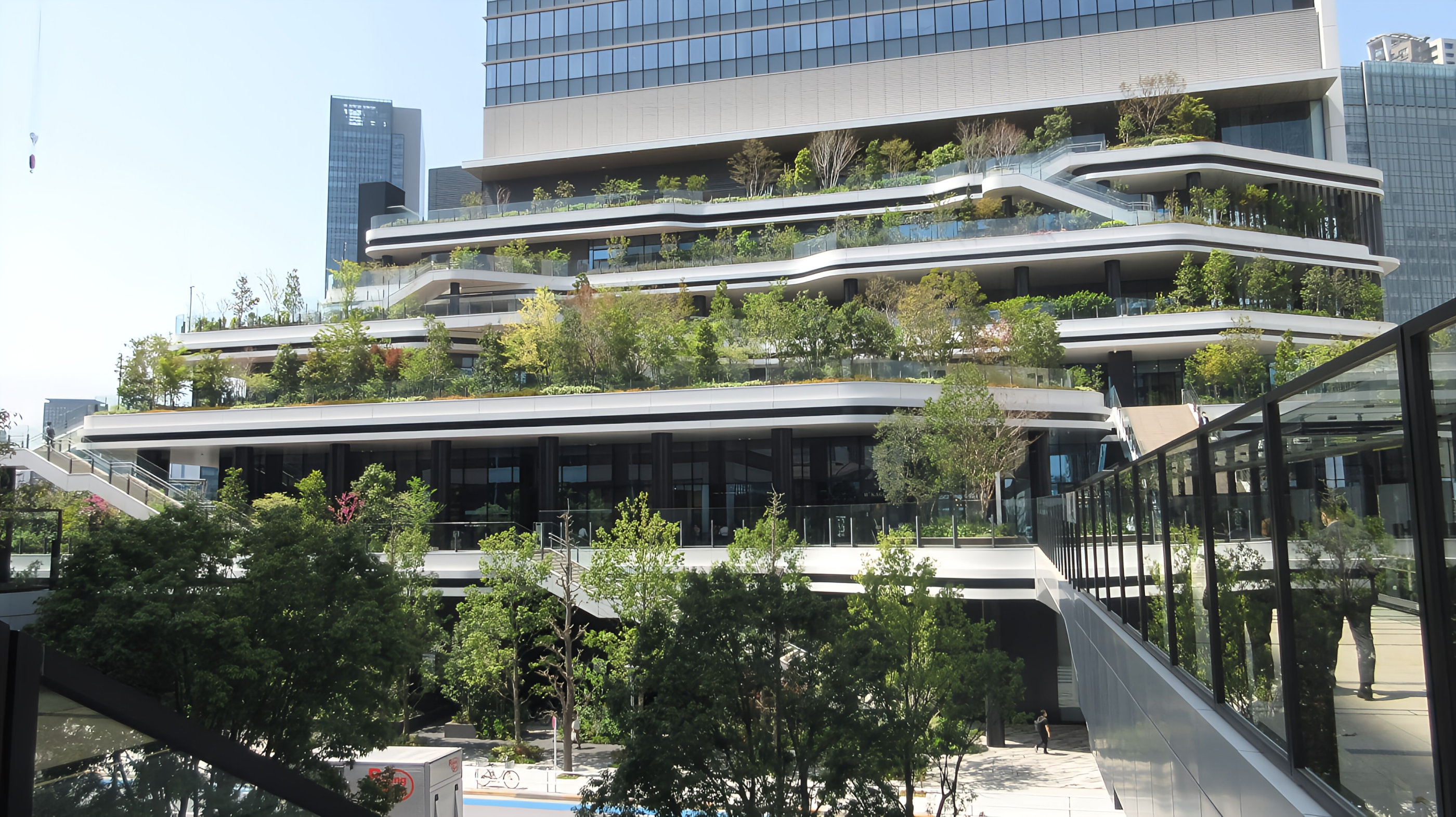
スキップテラスと空中庭園
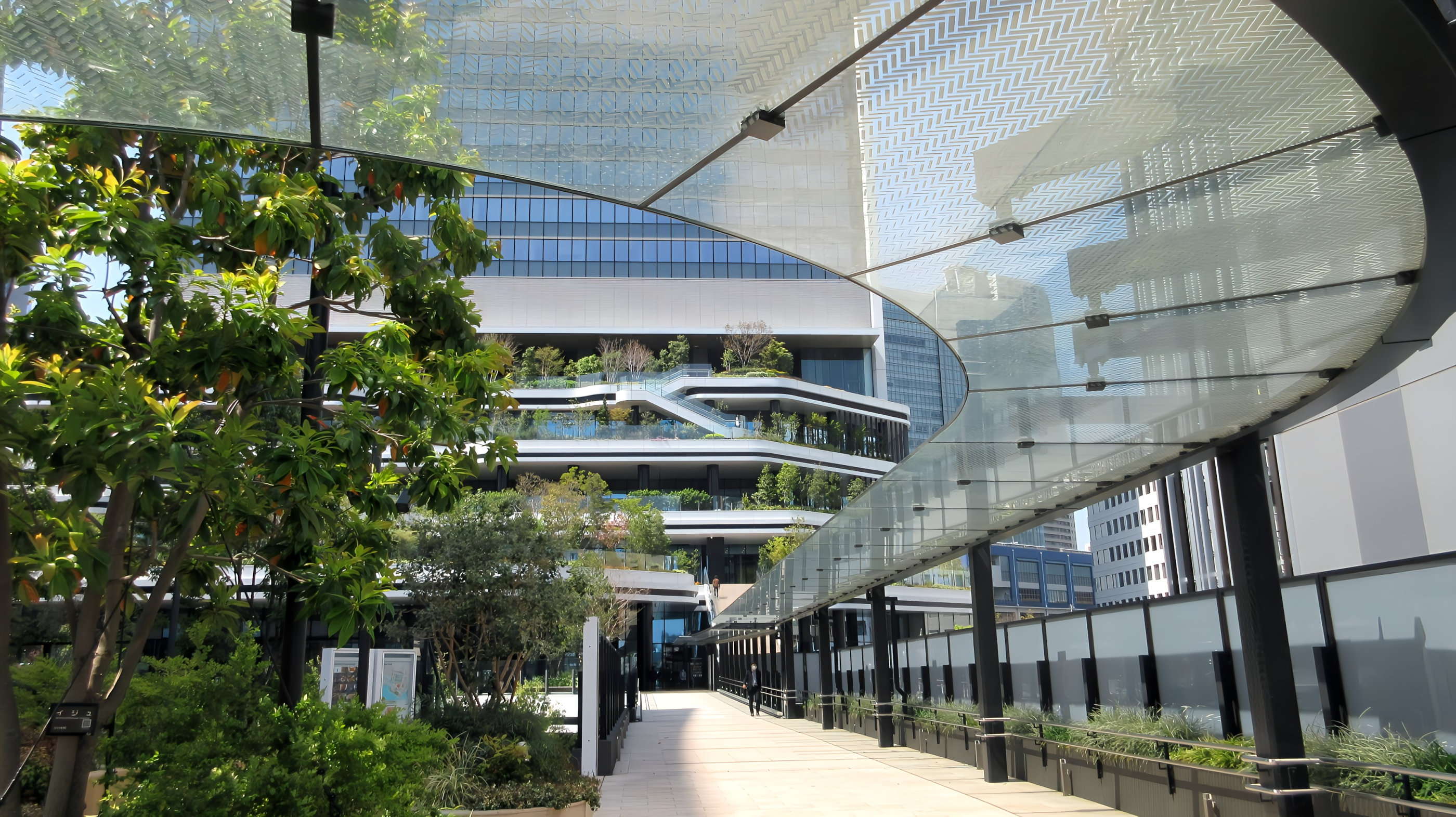
ポートデッキ（竹芝駅方面より）
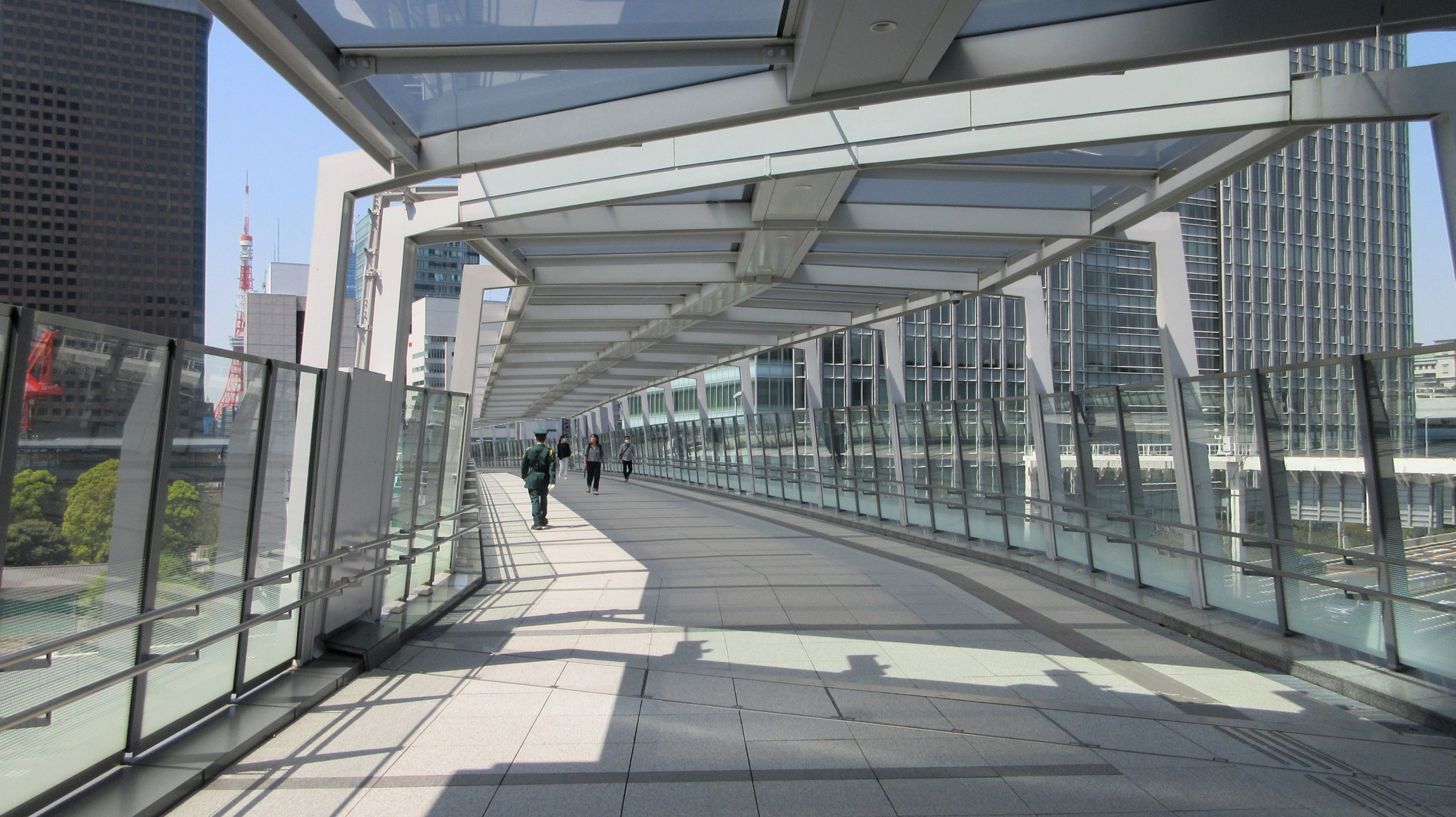
ポートデッキ（浜松町駅方面）
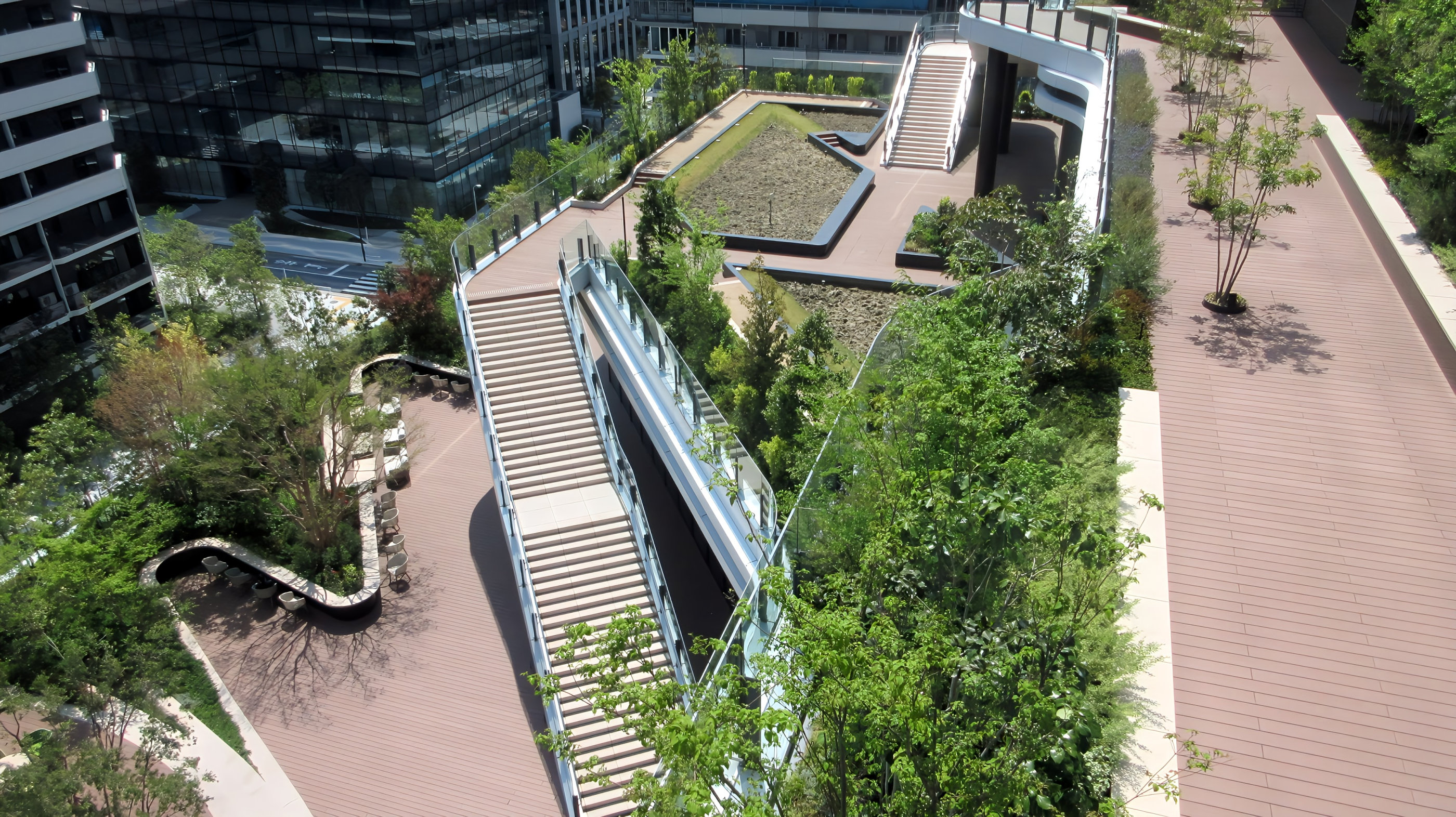
スキップテラスを見下ろす
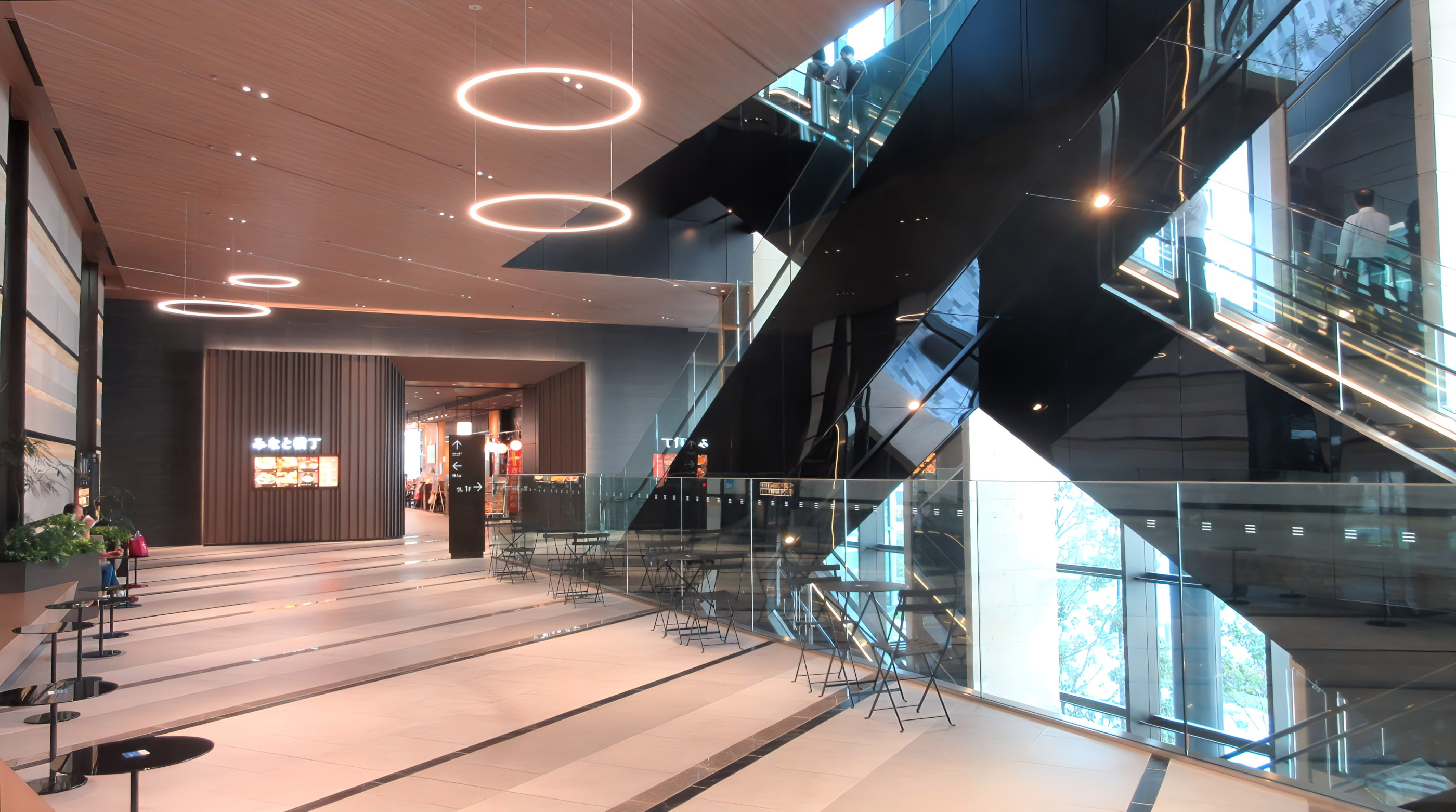
オフィスタワー2F(奥にみなと横丁)

### レジデンスタワー
閑静な海側に配置された、総戸数182戸のレジデンス、プレミアムレジデンス、サービスアパートメント、シェアハウスからなる賃貸マンション。1階にライクアカデミーが運営する保育園が入る。
海を背に大空にたなびく「帆」をモチーフにした「Creative Sail」をコンセプトに、竹芝を国際的で多様な価値観をもつ人々が交流する場所として生まれ変わらせ、クリエイティブで賑わいをもたらすことを目指し、外装、インテリア、ランドスケープがデザインされている。